# Club 40-40
El club 40-40 es un grupo de jugadores de béisbol que han logrado batear al menos 40 cuadrangulares o Home run y acumular al menos 40 bases robadas en una temporada de las Grandes Ligas de Béisbol. Esta es una hazaña difícil de lograr y muy valorada porque requiere de poder y velocidad. Han sido pocos los jugadores que poseen poder así como también velocidad, es por eso la dificultad para lograr el 40-40, tan solo 6 jugadores en la historia lo han logrado, el último en ingresar al club fue Shohei Ohtani el 24 de agosto de 2024.
El 19 de septiembre de 2024 Shohei Ohtani fue el primer jugador en lograr 50 cuadrangulares y 50 bases robadas.

## Integrantes
| Año  | Jugador          | Equipo               | Juegos | Cuadrangulares | Bases Robadas |
| ---- | ---------------- | -------------------- | ------ | -------------- | ------------- |
| 1988 | José Canseco     | Oakland Athletics    | 151    | 42             | 40            |
| 1996 | Barry Bonds      | San Francisco Giants | 158    | 42             | 40            |
| 1998 | Alex Rodríguez   | Seattle Mariners     | 153    | 42             | 46            |
| 2006 | Alfonso Soriano  | Washington Nationals | 147    | 46             | 41            |
| 2023 | Ronald Acuña Jr. | Atlanta Braves       | 152    | 41             | 73            |
| 2024 | Shohei Ohtani    | Los Angeles Dodgers  | 126    | 54             | 59            |

- El apartado juegos hace referencia a la cantidad de partidos en la que el jugador logró realizar el 40-40.